# Lijst van heren en vrouwen van Liessel
Heren en vrouwen van de heerlijkheid Liessel vanaf de afsplitsing van de heerlijkheid Deurne in 1678:
| Periode   | Foto | Naam heer of vrouwe                |
| --------- | ---- | ---------------------------------- |
| 1678-1699 |      | Rogier van Leefdael                |
| 1699-1714 |      | Johan van Leefdael                 |
| 1714-1728 |      | Gerardus Sulyard                   |
| 1728-1759 |      | Balthasar Coijmans                 |
| 1760-1772 |      | Theodorus de Smeth                 |
| 1772-1801 |      | Agatha Alewijn                     |
| 1801-1859 |      | Theodorus baron de Smeth           |
| 1859-1870 |      | Henri baron de Smeth               |
| 1870-1924 |      | Theodore baron de Smeth            |
| 1924-1929 |      | Henriëtte Marie Rudolphine Fagel   |
| 1929-1949 |      | Theodore baron de Smeth van Deurne |

Met de verwoesting van het Groot Kasteel te Deurne in 1944, de residentie van de heer van Deurne en Liessel, kwam feitelijk een einde aan de status van kasteelheer van Deurne en daarmee aan de officieuze titel 'heer van Deurne en Liessel'. In 1949 verkocht de laatste heer zijn onroerende bezittingen, waaronder de ruïne van het kasteel, aan de gemeente Deurne. Dat wordt algemeen gezien als het officieuze einde van de titel heer van Liessel.
Ook de eigenaren van het Blokhuis te Liessel noemden zich in de 16e en 17e eeuw heer van Liessel, maar zij bezaten niet de jurisdictie. Sommigen bezaten wel jachtrechten of ontvingen inkomsten.